# Virtus Entella
A Virtus Entella egy olasz csapat Chiavariból. A klubot 1914-ben alapították. A csapat stadionja a Stadio Comunale, amely 5535 fő befogadására alkalmas.

## Fordítás
- Ez a szócikk részben vagy egészben  a   Virtus Entella című angol Wikipédia-szócikk fordításán alapul.  Az eredeti cikk szerkesztőit annak laptörténete sorolja fel. Ez a jelzés csupán a megfogalmazás eredetét és a szerzői jogokat jelzi, nem szolgál a cikkben szereplő információk forrásmegjelöléseként.